# Botachtigen
Botachtigen (Bothidae) vormen een familie van vissen uit de orde van Platvissen (Pleuronectiformes).
De meeste vissen uit deze familie liggen op de zeebodem op hun rechterzij, met beide ogen op de linkerzij.

## Geslachten
Er zijn ongeveer 163 soorten in twintig geslachten.
- Arnoglossus Bleeker, 1862
- Asterorhombus S. Tanaka (I), 1915
- Bothus Rafinesque, 1810
- Chascanopsetta Alcock, 1894
- Crossorhombus Regan, 1920
- Engyophrys D. S. Jordan & Bollman, 1890
- Engyprosopon Günther, 1862
- Grammatobothus Norman, 1926
- Japonolaeops Amaoka, 1969
- Kamoharaia Kuronuma, 1940
- Laeops Günther, 1880
- Lophonectes Günther, 1880
- Monolene Goode, 1880
- Neolaeops Amaoka, 1969
- Parabothus Norman, 1931
- Perissias D. S. Jordan & Evermann, 1898
- Psettina C. L. Hubbs, 1915
- Taeniopsetta C. H. Gilbert, 1905
- Tosarhombus Amaoka, 1969
- Trichopsetta T. N. Gill, 1889